# Гай Клодій Криспін
Гай Веттій Клодій Криспін (лат. Gaius Vettius Clodius Crispinus; ? — після 113) — державний діяч часів Римської імперії, ординарний консул 113 року.

## Життєпис
Походив з роду Веттіїв. Син Марка Веттія Болана, консула 66 року, та Понтії з роду Петроніїв. Мав брата-близнюка — Марка Веттія Болана, консула 111 року. Про ім'я Гая Веттія тривають дискусії, ймовірно його всиновив якийсь представник роду Клодіїв, а когномен «Криспін» (кучерявий) надано за його волосся.
Розпочав політичну кар'єру за часів династії Флавіїв. За імператора Доміціана став членом римського сенату, де перебував до правління імператора Траяна. Відомий своїм прихистком поету Публію Стацію. Близько 93 року його разом із братом намагалася отруїти власна мати, яка потім наклала на себе руки.
У 113 році став консулом разом з Луцієм Публілієм Цельсом. Про подальшу долю відсутні відомості.